# Конституция Гибралтара
Конституция Гибралтара — основной закон заморской территории Великобритании Гибралтар.

## История
Первая конституция Гибралтара вступила в действие 7 ноября 1950 года. Она вводила в Гибралтаре новый орган — Законодательный совет, который состоял как из официальных представителей Великобритании, так и из избираемых представителей Гибралтара. Высшую власть при этом сохранял губернатор.
10 апреля 1964 года Гибралтар принял новую конституцию, которая начала действовать с августа того же года. Полномочия британских представителей были ограничены вопросами обороны, безопасности и международных отношений.
В 1968 году появилась новая конституция, которая стала действовать с 1969 года. Она объединяла городской и законодательный советы в один орган — Гибралтарскую ассамблею, состоявшую из 15 избираемых депутатов, двух назначаемых представителей и спикера. Прежнее наименование — «Колония Гибралтар» — было заменено на «Город Гибралтар».
Каждый раз принятие конституции вызывало протесты со стороны Испании, а в 1969 году произошло наиболее значительное ухудшение отношений Гибралтара с северным соседом, в результате которого была полностью перекрыта испано-гибралтарская граница и прекращена телефонная и телеграфная связь между странами.
Действующая конституция Гибралтара принята на референдуме, состоявшемся 30 ноября 2006 года. Её целью ставилось окончательное освобождение от пережитков колониализма . Законодательный орган получил новое название — Парламент Гибралтара, все его члены, число которых увеличилось до 17, становились избираемыми, дальнейшие ограничения получала власть губернатора, в тексте конституции закреплялись фундаментальные права и свободы граждан.